# Guilty Gear XX
Guilty Gear XX (ギルティギア イグゼクス, Giruti Gia Iguzekusu), também conhecido em alguns lançamentos localizados como Guilty Gear X2 e sub-titulado The Midnight Carnival, é o terceiro jogo original lançado da série Guilty Gear de jogos de luta. Primeiramente lançado em 2002, até agora recebeu 4 versões atualizadas. GGXX aprofundou mais a história da série e introduziu novos personagens e novas mecânicas de jogabilidade. Os gráficos também foram notavelmente melhorados. Ele foi muito mais sucessivo comercialmente do que seu predecessor, Guilty Gear X.

## Jogabilidade
Uma notável mudança nas mecânicas do jogo se comparado aos jogos anteriores é o "False Roman Cancel", ou "Force Roman Cancel" como chamado em Λ Core, o que é muito semelhante ao "Roman Cancel" disponível nos jogos mais antigos,mas este requer um timing mais preciso e só é possível ser executado com certos golpes.False Roman Cancels necessitam de 25% de tension,e podem ser executados mesmo que o golpe não acerte (incluindo projéteis) e são geralmente usado para pressionar o oponente ou melhorar combos,cancelando uma parte do movimento do personagem para possibilitá-lo a fazer outro golpe.
Agarrões aéros agora são possíveis,podendo-se também agarrar personagens que estejam se recuperando (usando a conhecida "levantada rápida") ou até usando ataques "Burst".Além disso,Aerial Dust também faz-se disponível neste jogo.

## Personagens
GGXX tem o mesmo elenco de GGX com algumas modificações. Testament e Dizzy fazem suas primeiras aparições como personagens normais (que não são chefes) selecionáveis. Adicionalmente, existem 5 novos personagens, onde 4 são selecionáveis desde o começo do jogo:
- I-No: uma estranha guitarrista que aparentemente trabalha para That Man, o criador das gears. Ela é a chefe da versão para arcade do jogo mas também selecionável desde o começo — mesmo que um pouco menos poderosa do que sua "versão" como chefe. Ela é a primeira chefe até agora que é selecionável de princípio em toda a série GG.
- Bridget: um jovem e andrógeno caçador que parte numa viagem para provar a sua masculinidade.
- Zappa: um homem australiano que foi possuído por fantasmas e tem como objetivo achar a cura de sua misteriosa doença.
- Slayer: o fundador previamente não-mencionado da guilda dos assassinos e o primeiro e único vampiro da série.
- Robo-Ky: uma versão robótica de Ky Kiske que aparentemente foi construído para trabalhar para a Post-War Administration Bureau,geralmente aparecendo para dar força aos seus objetivos.

## História
GGXX tem a sua história passada aproximadamente duas semanas após os eventos de GGX. Os tópicos da história são dados de acordo com o personagem escolhido mas a maior parte dos conflitos é causado por I-No e seu desafio de destruir todas as ameaças conhecidas contra That Man (seu mestre).Outro ´´criador de conflitos`` é Robo-Ky,que possui ligação com a misteriosa Post-War Administration Bureau e sua agenda sombria.A maioria dos personagens encontram-se com That Man em algum ponto do caminho de suas histórias.Conflito parecem estar ocorrendo entre várias organizações e ex-membros.

## Revisões

### #Reload
Guilty Gear XX #Reload (ギルティギア イグゼクス シャープリロード, Giruti Gia Iguzekusu Shāpu Rirōdo) foi lançado em 2003. #Reload foi lançado no intuito de balancear melhor partidas de alto nível. Vários golpes foram alterados, de suaves alterações nas velocidades e níveis de dano a redefinições quase completas em alguns casos. Sistema de pontos de False Roman Cancel foram adicionados, Robo-Ky foi inteiramente modificado,tornando-se um personagem jogável desde o início do jogo e também permitido no modo de torneio a partir dali.Duas versões foram lançadas,sendo a primeira referenciada como "Red Reload. Este continha vários defeitos e foi rapidamente atualizado e re-distribuído,desta vez referenciado como "Blue Reload".
A trilha sonora da versão coreana do jogo foi composta pelo músico coreano Shin Hae Chul e traz um estilo mais dark às músicas, com algumas influências techno e maior foco no ritmo da música do que na melodia. Contudo, o tema rock/trash/metal das músicas da série continuou como base neste jogo.
A versão para PC do jogo foi baseado na versão para PS2 do jogo, contendo adições de um clipe extra no modo de galeria. Batalhas online também foram disponibilizadas devido à patchs criadas por fãs.

### Slash
Guilty Gear XX Slash (ギルティギア イグゼクス スラッシュ, Giruti Gia Iguzekusu Surasshu) é a segunda atualização de GGXX e foi lançado em 2005 no Japão, desta vez com muito mais alterações significantes. Mais uma vez, o balanço do jogo foi re-trabalhado alterando propriedades de certos golpes. Desta vez, contudo, as modificações foram mais evidentes, incluindo golpes inteiramente novos para alguns personagens e os melhores personagens do jogo refeitos. Dois novos personagens permitidos no torneio foram introduzidos: A.B.A., que primeiramente apareceu em Guilty Gear Isuka, e Order-Sol, que era uma versão de Sol Badguy com roupas,lista de golpes e música tema inteiramente diferentes,além de um cenário próprio.Dois novos cenários foram adicionados para tais personagens e todos os cenários já existentes foram modificados assemelhando-se à diferença entre eles em GGX e GGXX. Um sistema de seleção de música/cenário foi adicionado para o modo Versus da versão caseira de GGXX.

### Λ Core
Guilty Gear XX Λ Core (ギルティギア イグゼクス アクセントコア, Giruti Gia Iguzekusu Akusento Koa) é terceira atualização de Guilty Gear XX, lançado para os arcades japoneses em 20 de dezembro de 2006. Uma versão caseira para PlayStation 2 foi lançado em 30 de maio de 2007, no Japão. Uma versão para Wii do jogo foi lançado no dia 26 de julho de 2007, também no Japão, completo com suporte ao Controle Clássico e para o controle Nintendo GameCube, junto com um sistema usando ambos o Wii Remote e o Nunchuk. A Aksys Games lançou a versão para PS2 para a américa no dia 11 de setembro de 2007
Adicionalmente às modificações no balanço do jogo junto com as de #Reload e de Slash, Λ Core traz um novo tipo de golpe especial, o "Force Break", que consome 25% da barra Tension quando usado. A maioria dos personagens ganharam novos golpes especiais e alguns tiveram algum especial deles (ou versões mais poderosas de técnicas normais) convertidos em ataques Force Break. O jogo também introduz golpes que fazem o oponente ficar encostado na parede por um mínimo período de tempo ou escorregar pelo chão do cenário. Novas adições também incluem o "Slashback, uma forma de parry com inatividade de defesa reduzida e quebras de agarrões.
Em adição às modificações na jogabilidade, Λ Core também traz a primeira e maior modificação estética de toda a história da série desde o lançamento original do Guilty Gear XX. Todas as vozes, incluindo o do locutor, foram todos regravados (ou trocados com sons previamente gravados que não foram utilizados), em alguns casos por dubladores diferentes. A artwork dos personagens selecionáveis também foi refeita e duas novas músicas, Launch Out e Keep The Flag Flying, foram adicionadas. Já que esta revisão foi feita para balancear o jogo, dois personagens considerados ilegais no torneio, Justice e Kliff, foram removidos do elenco selecionável do jogo.
Ambas as versões do jogo traz 3 modos de jogabilidade por personagem, baseados nos sistemas de luta de Guilty Gear, Guilty Gear X e Λ Core.
Em consideração dos defeitos denunciados da versão japonesa para PS2 do jogo, Aksys corrigiu a maioria dos tais erros para lançá-lo na américa.

### Λ Core Plus
Uma versão melhorada do Λ Core titulado como Guilty Gear XX Λ Core Plus (ギルティギア イグゼクス アクセントコア プラス, Giruti Gia Iguzekusu Akusento Koa Purasu) foi lançado em 27 de março de 2008 para PS2 no Japão. Nenhuma alteração no sistema foi feito mas algumas novidades foram adicionados. Tais novidades incluem o retorno de Justice e Kliff, com alterações apropriadas para o jogo, o retorno do Modo Mission, um novo modo Survival com novidades que aumentam o nível, um novo modo Galeria com novas ilustrações e o conserto de erros, re-balanços e melhoramentos gerais da versão anterior. Uma versão "Append" mais barata deste jogo requer o Λ Core.
Λ Core Plus também traz um novo modo de História. A história é a continuação de GGXX. Todos os personagens têm uma história própria e elas cobrem os maiores eventos acontecidos no jogo que envolvem o mistério das "Gears",That Man e o conflito com a Post War Administration Bureau. Tal modo de jogo usa um novo sistema de "escolha de caminhos", com um total de 350 cenários. O jogo também introduz um novo personagem NPC: o cientista Crow da Post War Administration Bureau, que ataca o elenco no modo história usando clones de Justice.
Uma versão do jogo para PSP foi lançado no dia 24 de julho de 2008 no Japão.

### Λ Core Plus R
O último das expansões XX.Guilty Gear XX:Λ Core Plus R foi lançado em 20 de setembro de 2012.Ele roda na placa de arcade da Sega, RingEdge 2. A placa usada é uma placa que funciona com base em OS Windows,feita para competir com a Taito X2 e NESICAxLive.
Assim como nas revisões anteriores,Λ Core Plus R rebalanceou e adicionou elementos no sistema de batalha do jogo.Movimentos de lutadores(e em muitos casos os próprios lutadores)considerados banidos em campeonatos,agora foram ajustados e agora são permitidos legalmente nas partidas (Kliff Undersn e Justice,por exemplo).Uma nova versão do jogo com novas mudanças intitulado de Λ Core Plus R versão 1.10 foi lançada em 23 Janeiro de 2013.
O jogo foi lançado inicialmente para PlayStation Vita.Em seguida,o mesmo foi lançado para XBLA e PSN.